# Saurauia serrata
Saurauia serrata es una especie que pertenece a la familia Actinidiaceae, algunos de sus nombres comunes son: mameyito y moquillo blanco.

## Clasificación y descripción
Es un árbol o arbusto, que en la corteza presenta pubescencia variable, consiste en pelos o cerdas; hojas alternas, simples, usualmente serrada, membranosas o coriáceas, con nervios corpulentos laterales sin estípulas; lo que distingue a esta especie de otras Sauirauia es la lámina foliar ovada a angostamente obovada, 2-3 veces más larga que ancha, el envés es generalmente glabro; flores usualmente perfectas, pequeñas o por el contrario largas, blancas, pedúnculos axilares o laterales; sépalos 5; 5 pétalos, libres o connados; estambres numerosos, las anteras pequeñas; las flores a diferencia de las otras especies de Saurauia mide 12 a 15 mm de ancho ovario súpero, 3 a 5 células; estilos 3-5 libres o varios unidos, siempre unidos en el ápice; numerosos óvulos; el fruto es una baya; semillas pequeñas; cotiledones pequeños.

## Distribución y ambiente
Bosque tropical caducifolio, Bosque mesófilo de montaña, Bosque de Pino, Bosque de Oyamel. Se encuentra a una altitud de 100 – 2350 m s. n. m. México (Nayarit, Jalisco, Guerrero, México, Oaxaca, Hidalgo).

## Estado de conservación
Esta especie sujeta a Protección especial (PR) según la NOM-059-SEMARNAT-2010).